# 이집트 제17왕조
이집트 제17왕조는 이집트 제2중간기에 있었던 왕조이다. 힉소스인이 세운 이집트 제15왕조와 경쟁하였으며, 최종적으로 승리하여 이집트 신왕국 시대를 열었다.

## 역대 파라오
- 라호테프
- 소베켐사프 1세
- 인테프 6세
- 인테프 7세
- 인테프 8세
- 소베켐사프 2세
- 타오 1세
- 타오 2세
- 카모세
- 아호텝

## 같이 보기
- 파라오 목록